# Otto Bureš
Otto Bureš (* 1922) byl český fotbalista, útočník.

## Fotbalová kariéra
V československé lize hrál za SK Libeň a SK Slavia Praha. Dal 9 ligových gólů. Se Slavií získal v letech 1942 a 1943 dvakrát ligový titul. Po válce hrál i francouzskou ligu za Olympique Marseille a AS Cannes.

## Ligová bilance
| Ročník               | Zápasy | Góly | Klub                |
| -------------------- | ------ | ---- | ------------------- |
| Národní liga 1940/41 | 11     | 8    | SK Libeň            |
| Národní liga 1941/42 | 5      | 0    | SK Slavia Praha     |
| Národní liga 1942/43 | 5      | 1    | SK Slavia Praha     |
| Státní liga 1946/47  | 11     | 0    | SK Libeň            |
| Ligue 1 1946/47      | 7      | 0    | Olympique Marseille |
| Ligue 1 1948/49      | 4      | 0    | AS Cannes           |
| CELKEM               | 43     | 9    |                     |